# Triplofusus giganteus
Triplofusus giganteus anteriormente conocido como Pleuroploca gigantea (Kiener, 1840), es uno de los gasterópodos más grandes que existen. Esta  especie de molusco, perteneciente a la familia Fasciolariidae es un depredador activo y se distribuye en las aguas tropicales y subtropicales del Atlántico americano.

## Nombre común
- Español: en México se le conoce con el nombre de caracol chacpel.[2]

## Clasificación y descripción de la especie
La concha de este gasterópodo es generalmente es de color marrón, con la apertura de color naranja rojizo. Los organismos juveniles son de color naranja. Concha con ocho vueltas convexas y suturas bien definidas, el hombro presenta nódulos anchos pero no muy altos. La espira es alta. La apertura es ancha y ovalada, con una columela con dos o tres pliegues cercanos a la base. Opérculo córneo de color marrón. Concha con periostraco fibroso y grueso. Canal sifonal largo. Se alimenta de otros gasterópodos de gran tamaño como Fasciolaria tulipa, Busycon perversum y Eustrombus gigas. La concha puede alcanzar los 60 cm de largo.

## Distribución de la especie

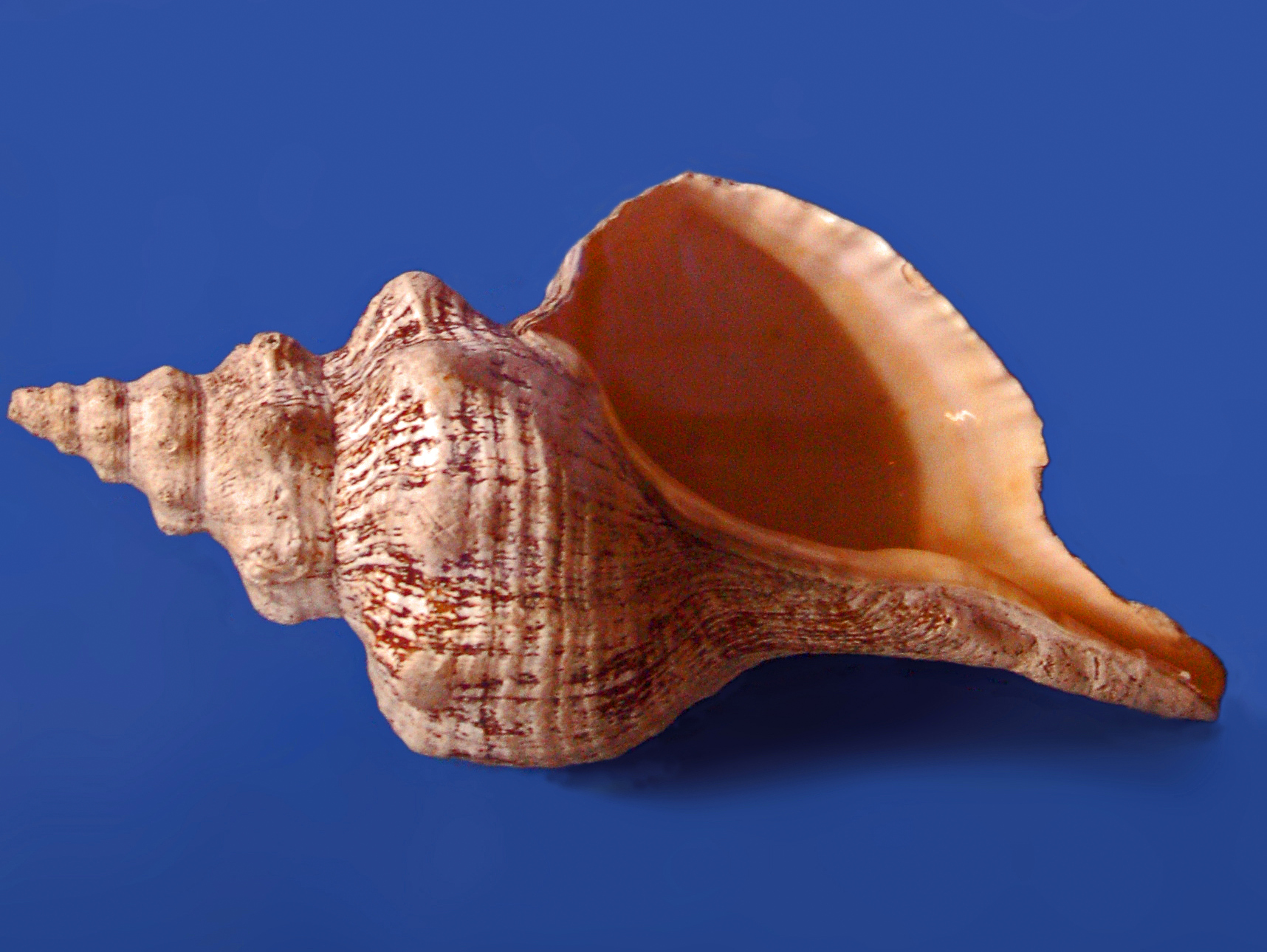
Concha de Triplofusus giganteus.

Esta especie es endémica, se distribuye a lo largo de la costa del Atlántico americano, desde Carolina del Norte (Estados Unidos), hasta Quintana Roo, en México.

## Ambiente marino
Esta especie habita en zonas someras de pastos marinos y zonas coralinas, sobre sustratos duros.

## Estado de conservación
Las poblaciones de este gasterópodo han sido afectadas por la pesca indiscriminada, porque la concha de esta especie es popular entre los recolectores debido a su gran tamaño. Su captura está regulada por Norma Oficial Mexicana NOM-013-PESC-1994.

## Importancia cultural y usos
Ornamental